# 下諾夫哥羅德省
下諾夫哥羅德省（羅馬化：Nizhegorodskaya guberniya）是俄羅斯帝國和蘇聯早期的一個省份，包括今日的下諾夫哥羅德州大部。1905年時面積51,252平方公里，1897年人口1,584,774人。首府下諾夫哥羅德。
1714年建省，1929年被納入下諾夫哥羅德邊疆區。